# Jan Bury (Politiker, 1963)

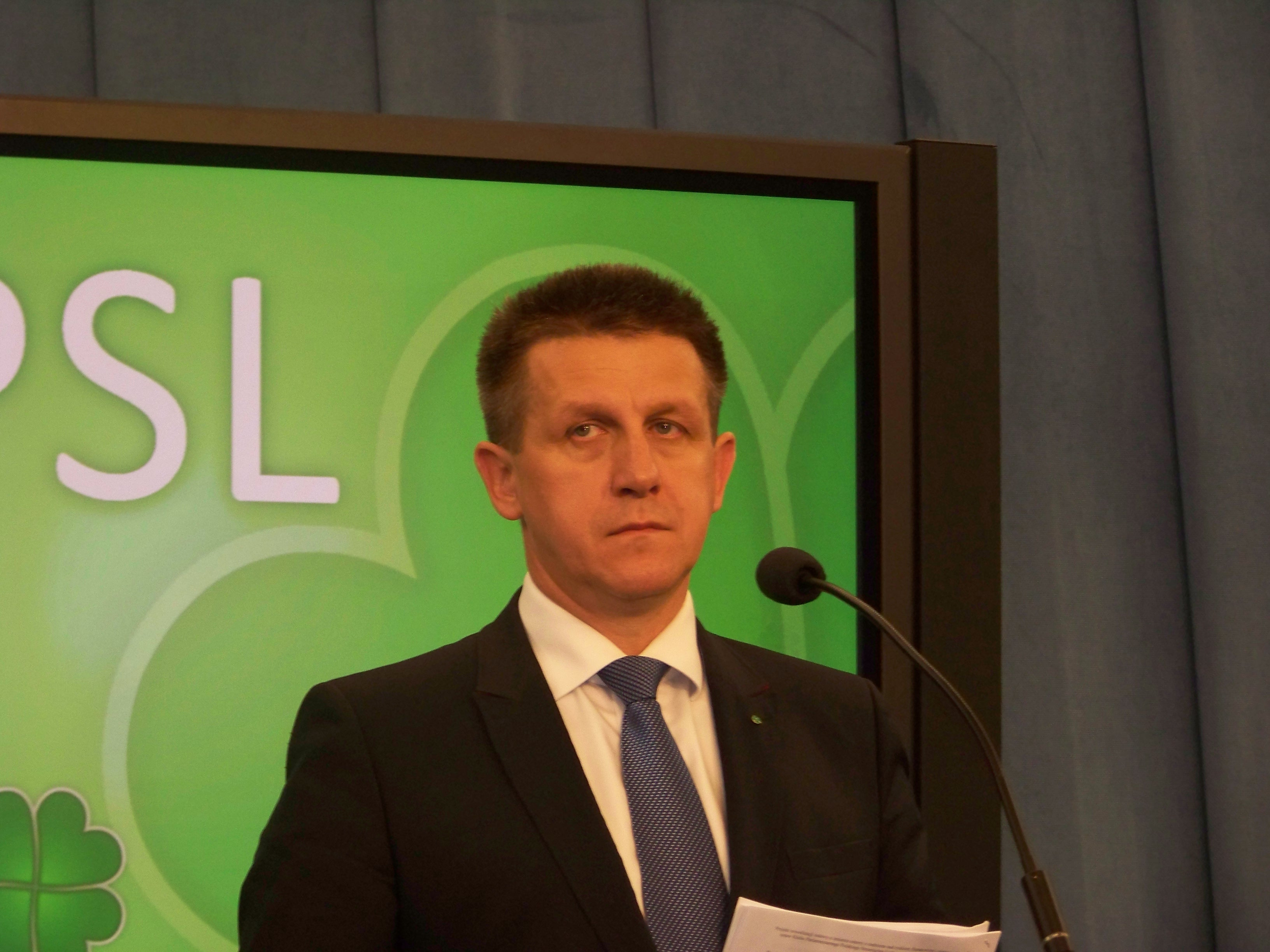
Jan Bury (2012)

Jan Bury (* 1. Oktober 1963 in Przeworsk) ist ein polnischer Politiker der Polnischen Volkspartei (Polskie Stronnictwo Ludowe, PSL). Er gehörte von 1991 bis 1997 und von 2001 bis 2015 dem Sejm in dessen I., II., IV., V., VI. und VII. Wahlperiode an. Von 2007 bis 2012 war er Staatssekretär im Ministerium für Staatsvermögen.

## Leben und Beruf
Jan Bury studierte Recht an der Außenstelle der Maria-Curie-Skłodowska-Universität in Rzeszów und schloss das Studium 1990 ab. Seit 1981 gehörte er dem Landjugendverband „Związek Młodzieży Wiejskiej“ an und war von 1990 bis 1996 dessen Präsident. Von 1997 bis 2001 war er als GmbH-Geschäftsführer tätig. Im November 2015 wurde er von Beamten der Antikorruptionsbehörde Centralne Biuro Antykorupcyjne festgenommen. Dabei ging es um mehrere Korruptionsdelikte im Rahmen des sogenannten Karpatenvorland-Skandals. Das zuständige Gericht in Katowice lehnte jedoch den Erlass eines Haftbefehls ab, da kein hinreichender Tatverdacht gegen Bury bestehe.
Bury ist verheiratet und hat eine Tochter.

## Politik
Bury trat 1983 der „Zjednoczone Stronnictwo Ludowe“ (ZSL) bei, aus der 1990 die PSL entstand. Bei der Parlamentswahl 1991 wurde er erstmals in den Sejm gewählt. Nachdem er 1993 wiedergewählt worden war, scheiterte er bei der Parlamentswahl 1997. Jedoch gelang ihm bei der Wahl 2001 die Rückkehr in das Parlament. Auch bei den Wahlen 2005, 2007 und 2011 konnte er einen Sitz im Sejm erringen, bevor er 2015 erneut scheiterte und damit endgültig aus dem Sejm ausschied. Von 2011 bis 2015 war er zudem Fraktionsvorsitzender der PSL im Sejm. Nach dem Ausscheiden aus dem Sejm legte er auch sein Amt als Vorsitzender der Karpatenvorländischen PSL nieder.
Bei den Selbstverwaltungswahlen 1998 war er in den Woiwodschaftssejmik der Woiwodschaft Karpatenvorland gewählt worden, legte das Mandat aber nach der Rückkehr in den Sejm 2001 nieder. Vom 20. November 2007 bis zum 20. Juli 2012 war Bury Staatssekretär im Ministerium für Staatsvermögen.

## Ehrungen
- 1998 Goldenes Verdienstkreuz der Republik Polen[16]